# ヴェーリンゲン
ヴェーリンゲン (ドイツ語: Wehringen) は、ドイツ連邦共和国バイエルン州シュヴァーベン行政管区のアウクスブルク郡に属す町村（以下、本項では便宜上「町」と記述する）である。

## 地理

### 位置
ヴェーリンゲンはヴェルタハ川の河畔に位置し、ジンゴルト川が流れている。ヴェーリンゲンの北約 15 km にアウクスブルクがあり、西はアウクスブルク＝ヴェストリヘ・ヴェルダー自然公園に境を接している。

### 自治体の構成
この町には、ヴェーリンゲンの他にゲマインデタイル（地理上の地区）はない。

## 歴史

### 18世紀まで

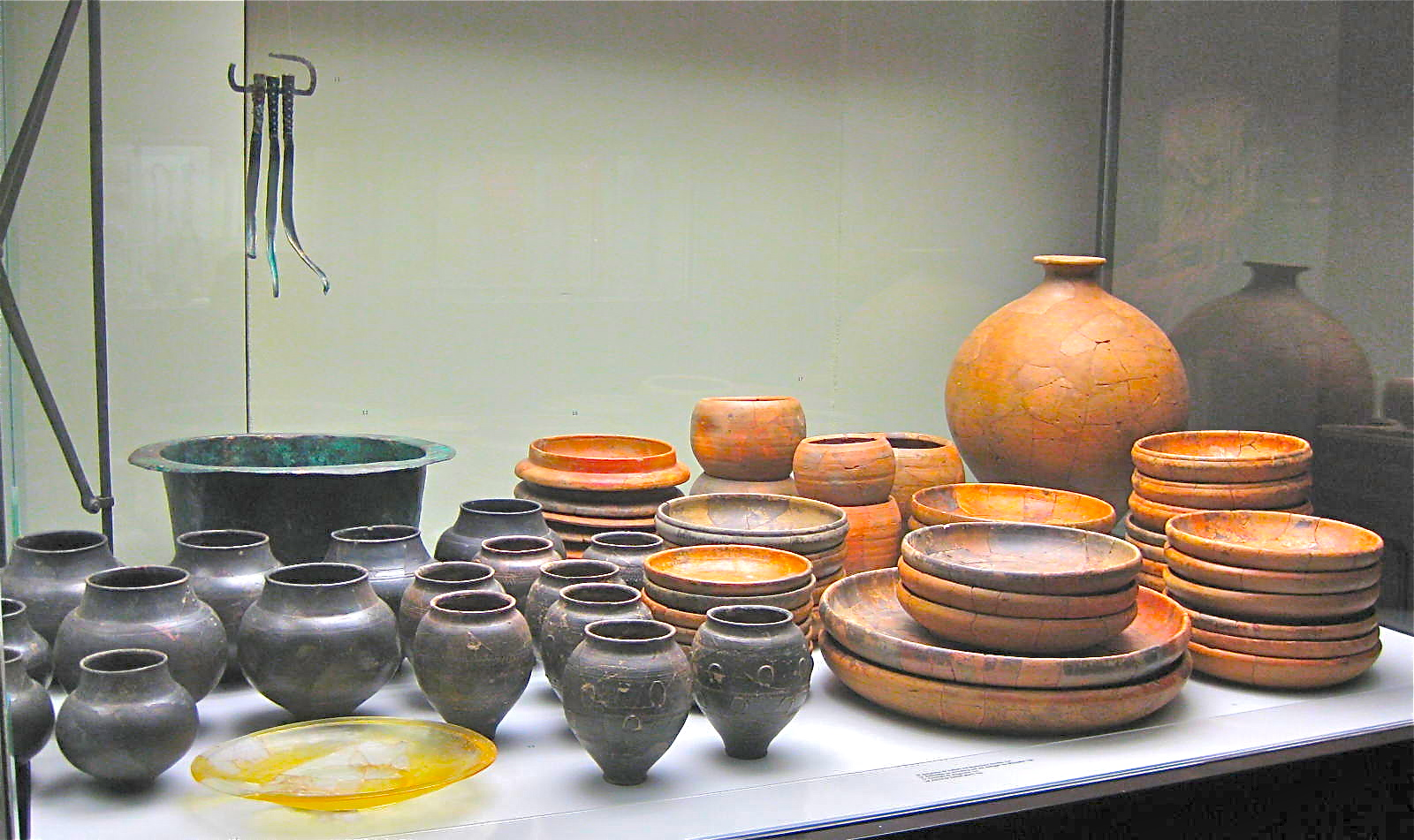
ローマ時代の副葬品

早くも紀元前8世紀には、「ヘクセンベルクレ」（直訳:魔女の小山）に8基の墳墓が存在していた。この墳墓は1960年にヘキスト工場の建設工事によって発見された。墳墓8は、ハルシュタット時代のものとして知られているヴァーゲングラープ（車に乗せた形で埋葬されている墓）で、青銅製の車の部品、21個の瓶、青銅製の剣、薄い金の板で造られた皿が埋葬されていた。紀元後100年から250年頃のローマ時代の集落も確認されている。1961年から1967年のキースグルーベの発掘で、ローマ時代の飲食店や墓地が発見された。埋葬されていた骨からこの墓は100年から250年頃のものであると同定された。外科用具が副葬された医者の墓（240年頃）や、高さ 10 m の塔と中国製の絹やラインラントのガラスを含む176点の副葬品が出土した裕福な家族の墓（250年頃）は特筆に値する。
アウクスブルク司教聖ウルリヒの伝記中、973年から993年までの間の記述にヴェーリンゲンの最初の記述がなされている。11世紀に聖ゲオルク教会の建設が始まった。1372年12月20日にバイエルン公の1500人の軍勢によってヴェーリンゲンは焼き払われた。1490年にヴェーリンゲンの農民たちはアウクスブルク司教への軍税の支払いを拒んだが、武装した兵が進軍してきたため、土壇場でこれを受け容れた。
1490年頃に設立されたライテンバートは1499年に初めて記録されている。硫黄分、瀝青、塩分を含むこの鉱泉は健康に効果があるとされ、17世紀になるまで存続したが、おそらく三十年戦争で破壊された。1541年に建設された教会の教会塔は高さ 33 m である。1600年にアウクスブルク司教領の代官所が設けられた。1675年にはこの代官所の行政指導下におかれ、1720年にはこれに完全に従属した。
ヴェーリンゲンの「魔女」ブリギッタ・ミーラーは、近親相姦、幼児殺害、中絶、悪魔との契約、主への冒涜の罪で1739年にシュヴァープミュンヘンで処刑された。

### 19世紀
1796年から1806年までヴェーリンゲンはナポレオンの侵攻に直接脅かされていた。1806年にはフランス軍の軽騎兵隊がこの町を占領し、住民から金を脅し取った。帝国代表者会議主要決議により1803年にこの町はバイエルンの支配下に組み込まれた。翌1804年にヴェーリンゲンは地方行政/司法組織であるラントゲリヒト・シュヴァープミュンヘンに編入された。ここから、その後いくつかの行政改革を経て1939年1月1日にラントクライス・シュヴァープミュンヘン（シュヴァープミュンヘン郡）が成立した。
1818年には、戦費や道路改修費用がかさみ、5万グルデンの負債を抱えることとなった。1821年に策定された33年の負債返済計画によって町の財政は改善された。1834年、ヴェーリンゲンで最初の学校が建設された。この学校は 80 m2 の教室があり、120人の生徒を受け容れることができた。1847年には鉄道アウクスブルク - ブーフローエ線が建設された。1859年11月9日、町は小規模農家の経済状況を改善し、社会的緊張を和らげるために、共有地を100日間小規模農家に貸し出すこととした。1858年から1860年まで、隣接する草地を農耕地にするヴェルタハ改良工事が行われた。
1870年10月11日、ヴェーリンゲンのレオ・フィッシャーがオルレアン攻略戦で亡くなった。彼は「70年代の戦争」（普仏戦争）で亡くなったこの町で唯一の兵士であった。1875年5月1日にヴェーリンゲン消防団が組織された。

### 20世紀
1913年に町はハウプト通りに街灯を設け、学校と教会に電気を通した。沿道の進化した照明により、夜警は1916年末で廃止された。1914年から1918年の間にヴェーリンゲンの農民は、軍に供給するための家畜を何度か供出させられた。第一次世界大戦では27人のヴェーリンゲン住民が亡くなった。毎年起こる洪水を終わらせ、2つの水車の水圧を高めるためのジンゴルト規制が1924年に制定された。1930年に飲料水の中央供給施設が造られた。1933年3月5日の国会議員選挙は、BVP 226票、NSDAP 156票、SPD 76票という結果であった。1936年3月29日の国会議員選挙では、639人の有権者のうち20人が敢えて無効票を投じた。
1944年3月16日、連合国軍はボービンゲンのダイナマイト工場を空爆し、飛行ルート上にあったヴェーリンゲンにも壊滅的な被害を与えた。11人が死亡し、家屋の 60 - 70 % が（一部では酷く）損傷した。1945年4月15日には焼夷弾による新たな爆撃がなされた。爆弾の多くが空き地に投下されたため、4件が焼失しただけであった。1945年4月28日にアメリカ軍がヴェーリンゲンに入城し、これによってこの町の第二次世界大戦は終結した。この世界大戦では30人のヴェーリンゲンの兵士が前線で死亡した。
1957年にペスタロッツィシューレ（学校）が創建され、現在も一部の教室がその中にある。1960年にヴェーリンゲンの暗渠化工事が始まった。1963年にアウクスブルク - ブーフローエ線の駅が廃止され、ヴェーリンゲンは駅を失った。1966年に塵芥処理場が完成した。1971年に新しい町庁舎が完成した。ここには町役場、学校の拡張部、体育館、居酒屋、射撃場、消防署が入居している。1971年の学校の拡張に伴い空スペースに幼稚園が設けられた。この幼稚園は1977年にレーマー通りの現在の場所に移転した。
1990年1月1日に新しい塵芥処理場が稼働開始した。古い処理場は隣のグロースアイティンゲンの処理場が併合されたことで負荷が大きくなっていた。1990年、ヴェーリンゲンは歴史村祭を含む1000年記念祝典を開催し、新しい紋章を制定し、町の年代記を編纂した。1995年に町民ホールやクラブハウスを併設した消防署が建設された。1997年にライテンベルクにクナイプ式水浴施設が建設された。

### 21世紀
2001年に新しい町役場が開館した。

### 行政共同体
1972年7月1日に郡の再編によりシュヴァープミュンヘン郡がアウクスブルク郡に併合された（当初はアウクスブルク＝ヴェスト郡と称した）。1975年にヴェーリンゲンはグロースアイティンゲン行政共同体に編入された。1980年1月1日、ヴェーリンゲンはグロースアイティンゲン行政共同体から分離され、独立した自治体となった。

### 領域分離
1978年5月1日に、人口約25人の地区がボービンゲン市に移譲された。

## 住民

### 人口推移
1988年から2018年までの間にこの町の人口は2,142人から2,922人へ、780人 36.4 % 増加した。

## 行政

### 議会
ヴェーリンゲンの町議会は14議席で、これに町長が加わる。

### 首長
1945年以降の町長を列記する。
- 1945-1958　フランツ・エシャイ
- 1948-1967　ゲオルク・ロット
- 1967-1978　フランツ・ガイロース (CSU-FWV)
- 1978-2008　ヨハン・メルク (CSU)
- 2008年以後　マンフレート・ネルリンガー (CSU)

### 紋章
図柄: 赤地に、先端を下に向けた銀色の三角形。その横棒には2つの卵形の歯がついている。三角形の上に金の司教冠が描かれている。
この新しい紋章は、1990年のヴェーリンゲン1000年祭を機に創られた。それ以前の1837年にこの町はルートヴィヒ1世王から紋章を授けられていた。それは「青地。先端を下に向けた白い輪郭の黒い三角形。その横棒には2つの卵形の歯がついている。」という図柄であった。

## 文化と見所

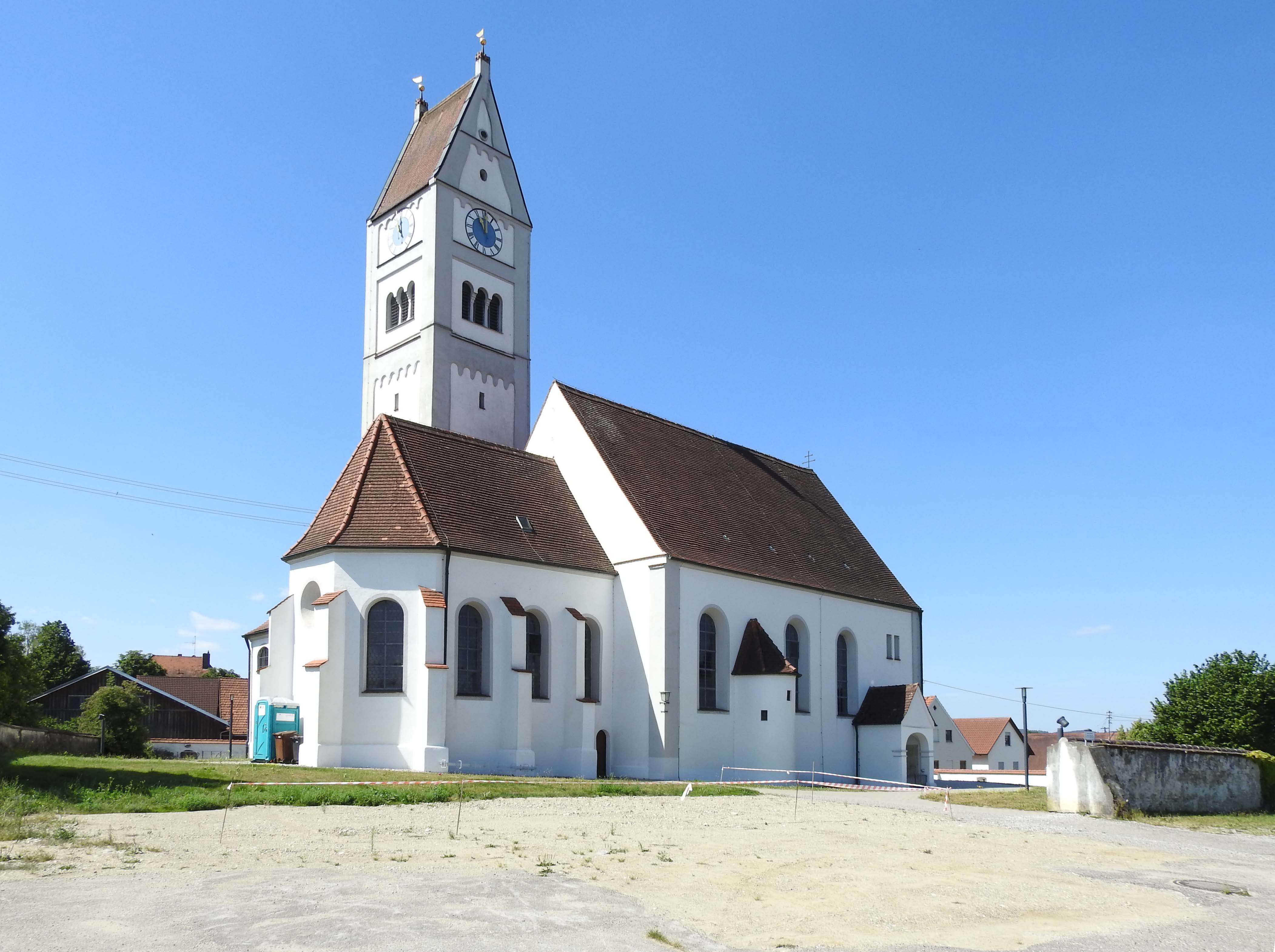
聖ゲオルク教会

### 見所
- カトリックの聖ゲオルク教会
- 改修された水道塔
- 町の森にある中世の鉱石採掘場跡

### イベント
1990年から5年に1度、歴史村祭が開催されている。この4日間の祭では、ケルト人の生活や採鉱業が再現される。

## 経済と社会資本

### 交通
- 連邦道17号線がヴェーリンゲンの東を通っている。
- 州道2035号線と郡道A28号線がヴェーリンゲン - アウヴァルトを結んでいる。
- AVV-バス路線700番アウクスブルク - シュヴァープミュンヘン線が15分から30分間隔で運行している。
- AVV-バス路線721番アウクスブルク - シュトラスベルク - アウヴァルト - ヴェーリンゲン - シュヴァープミュンヘン線。
- AVV-夜行バス797番アウクスブルク - ウンターマイティンゲン線。

### 経済
ドイツで2番目に大きな飼料会社インタークヴェル GmbH は、約200人を雇用するこの町最大の雇用主である。この会社は隣町のグロースアイティンゲンに支社を有している。

## 関連図書
- Wolfgang Wüst, Siegfried Hasler, ed (1990). Wehringen: Römischer Vicus, fürstbischöflicher Amtsort, bayerische Gemeinde. Augsburg